# Akademische Segelgruppe Karlsruhe
Die Akademische Segelgruppe Karlsruhe e. V. (ASK) ist ein studentischer Segelverein in Karlsruhe.
Zweck des Vereins ist die Förderung des Segelsports. Hierzu leistet der Verein insbesondere seglerische Ausbildung, pflegt den Erfahrungsaustausch unter Seglern und fördert die Teilnahme an sowie die Ausrichtung von Segelregatten.

## Geschichte
Die ASK wurde 1993 von einer Gruppe segelbegeisterter Studenten und Angestellten des heutigen Karlsruher Instituts für Technologie als Akademische Seglergruppe Karlsruhe e. V. in Karlsruhe gegründet.
Er ist seit dem 19. Juli 1993 in das Vereinsregister eingetragen.
2017 wurde die askew, eine Comar Comet 38 S, als Vereinsyacht angeschafft, die daraufhin in Eigenregie vom IJsselmeer ins Mittelmeer überführt wurde und seit 2018 dort bei Regatten, Ausbildung und Urlaubssegeln eingesetzt wird.
Im Dezember 2023 wurde die ASK in den „Verband der Akademischen Seglervereine“ (VASV) aufgenommen, was neue Möglichkeiten des Austauschs und der übergreifenden Zusammenarbeit eröffnet.

## Vereinsstruktur
Der Verein besteht überwiegend aus Studierenden und Angestellten der Universität ist aber offen für alle Interessierten. Der Vorstand wird meistens von Studierenden gestellt.

## Aktivitäten
Die ASK bietet ein breites Feld an Segelausbildung in Theorie und Praxis an (Sportbootführerschein See, Sportschifferscheine, Bodenseeschifferpatent, Funkzeugnisse etc.) sowie Seminare. Jährlich wird an Regatten teilgenommen. Den gemeinsamen Saisonabschluss stellt die Flottille dar, die seit vielen Jahren in Kroatien stattfindet.
Hauptseegebiet ist das Mittelmeer, einige Aktivitäten führen aber auch auf Nord- oder Ostsee. Auch auf dem Bodensee wird trainiert.